# Titan (пісня)
«Titan» (укр. Титан), стилізована як «TiTAN» — пісня албанської співачки Беси, з якою вона представляла Албанію на Пісенному конкурсі Євробачення 2024 в Мальме, Швеція після перемоги на національному відборі Festivali i Këngës 62.

## Про пісню
Згідно з правилами конкурсу, тексти пісень учасників Festivali i Këngës повинні були бути албанською мовою. Беса взяла участь у відборі з початковою версією пісні «Titan» — «Zemrën n'dorë», написаною Розаною Раді та Петрітом Сефаєм, а композиторами стали сама Беса та Кледі Баїті.

В інтерв'ю фан-сайту Євробачення Wiwibloggs співачка заявила, що пісня є баладою «з великим контрастом», та «справжньою емоцією»:
«Ми написали пісню з такою великою любов'ю і просто хотіли виразити багато контрасту в баладі, тому що коли ти кажеш „балада“, я не думаю, що це (пісня „Titan“) саме те, що можна собі уявити… вона просто проходить через хвилі жорстких емоцій… як бурхлива подорож».
2 січня 2024 року Беса оголосила, що «Zemrën n'dorë» буде перероблена. Англомовна версія «Titan» вийшла 11 березня 2024 року, а авторкою англомовного тексту стала Джиа Кока.

## Пісенний конкурс Євробачення 2024

### Festivali i Këngës 62
30 серпня 2023 року албанська телекомпанія Radio Televizioni Shqiptar (RTSH) офіційно оголосила про свою участь у пісенному конкурсі Євробачення 2024, а учасник обирався черезь Festivali i Këngës. Конкурс із 31 учасника складався з двох півфіналив, які завершилися великим фіналом. Усі 31 заявки, незалежно від того, пройшли вони у великий фінал чи ні, мали право представляти країну за рішенням телеголосування. Загальний переможець Festivali i Këngës 62 не мав би права представляти Албанію, якщо б не переміг у телеголосуванні.
17 жовтня 2023 року «Zemrën n'dorë» була офіційно оголошена піснею національного відбору. Пісня брала участь у першому півфіналі 19 грудня, навіть попри те, що мала автоматичне місце у великому фіналі. У великому фіналі 22 грудня 2023 року, де всі 31 заявки мали право на перемогу, загальним переможцем став Мал Реткокері з піснею «Çmendur», але завдяки першості у телеголосуванні, право представляти Албанію на Євробаченні 2024 здобула Беса з піснею «Zemrën n'dorë».

### На Євробаченні
Пісенний конкурс Євробачення 2024 відбудеться на Мальме-Арені в Мальме, Швеція, і складатиметься з двох півфіналів, які пройдуть 7 і 9 травня відповідно, і фіналу 11 травня 2024 року. Під час жеребкування 30 січня 2024 року Албанія потрапила до першої половини другого півфіналу шоу.